# 沈阳防爆器械厂
沈阳防爆器械厂是中华人民共和国历史上第一家破产的企业。沈阳防爆器械厂的破产标志着中国的社会主义市场经济改革进入了一个新的发展阶段，国有企业不再是完全依靠政府管理，由政府决定存活或死亡，开始接受市场竞争的考验。

## 工厂历史
沈阳防爆器械厂成立于1966年，原由沈阳变压器厂负责建立，工厂的建立者为变压器厂员工家属。1978年，被沈阳市政府收归国有，变成市属企业，隶属于沈阳市拖拉机制造总厂。几经变革之后，与1983年更名为沈阳市防爆器械厂。
1984年起，沈阳市政府多次更换工厂的主管单位，管理出现混乱。从1978年工厂被收归国有，到1985年，该厂曾经先后划归7家企业管辖。1980年到1983年，工厂更换的领导约有十几人。1984年底，工厂连续亏损并欠下大量债务，欠债总额达48万元。
1985年8月3日，沈阳防爆器械厂与其他两家企业遭到沈阳市工商行政管理局的“破产警戒警告”。根据同年2月9日通过的《沈阳市关于城市集体所有制工业企业破产倒闭处理试行规定》，这三家企业要求在一年之内实现扭亏为盈，否则将被强制破产。
但是，由于企业自身生产效率低下，生产方式落后，原有债务数量庞大，遭到警告之后商誉受损，在1986年8月3日，沈阳防爆器械厂没能实现扭亏为盈，被沈阳市工商行政管理局宣告破产，成为新中国历史上第一个破产的企业。
9月25日，该厂被整体拍卖，沈阳市煤气供应公司出价二十万元，买下这家破产企业的全部厂房、设备、产成品及其他资财。拍卖所得20万元，按比例偿还给债务人。

## 破产背景
1978年，中国共产党十一届三中全会决定，将工作重心转移到经济建设上来，实行改革开放的决策。从此中国开始了改革开放的进程。
改革开放的一个重要部分是国有企业的改革。当时党中央的领导人认为，当时国有企业生产效率低下的重要原因是，国有企业由于高福利制度以及终身制工作岗位的存在，工人生产缺乏积极性。于是，党中央做出了扩大企业自主权，简政放权，减税让利的决定，要求国有企业自负盈亏，并通过1983年开始的两步“拨改贷”改革，取消对国企的拨款援助，转为要求其向银行贷款；通过“利改税”，变上缴利润为按照国家规定的税种和税率缴纳税款。
随着改革的进一步深入，党的高层决策者认为当前的改革措施并没有收到很好的结果，两步利改税实行之后，全国国营企业出现连续22个月的利润滑坡。很多国企由于工作职位终身制的存在，生产积极性不高，生产状况持续恶化。由于计划经济体制的存在，与社会主义制度的约束，对于生产状况不佳的企业，政府只能够撤销这些工厂，并将原有工人转移到效益较好的国有企业中。这种形式的处理方式，使得企业中的工人不必担心失业问题，给工厂发展提供了负面的激励。从而工人的生产积极性进一步降低，资源配置效率低下。
因此，当时学界和政界都开始考虑进行国企的进一步改革，通过实现企业破产来实现对一些经营状况较差的国企的清理。
当时的沈阳市市长李长春决定，在沈阳市选出一个企业作为第一个破产企业，以示警醒。在这种党的领导者决定实行企业破产的政策的背景下，1986年沈阳防爆器械厂的破产便成为了历史的必然。

## 后续影响
- 沈阳防爆器械厂的破产，标志着中国国企改革进入新的历史阶段。从此破产机制被引入中国的社会主义经济体制，企业不再完全由政府管理，开始参与市场竞争，使得工厂的领导者开始有了一定的危机感，对企业的管理更加高效科学，工人工作效率提高。

- 沈阳市防爆器械厂的破产，直接催生了《中华人民共和国破产法》的制定。1986年12月2日，第六届人大常委会第十八次全体会议，再次讨论国家企业破产法，正式通过了《中华人民共和国破产法（试行）》，从此企业破产有了法律依据。

- 破产法的通过，进一步推动了企业承包责任制改革的进行，确权工作进一步展开。但是，伴随着这个过程，出现了一系列的问题。比如：

1. 改制后的企业领导获得较大的行政权力，在干部任用出现了一些偏于亲友的情况；
2. 企业中的工会和职工代表大会的作用受到约束，职工代表参与工厂日常事务管理的能力、程度和积极性下降，工人民主自治的权利受到削弱。
3. 在从此之后的企业破产事件中，工人的安置问题没有实现很好的解决。以沈阳防爆机械厂为例，破产时工厂里有工人72名，二十几人当场声明不领救济金，自寻生路，另有二十多人要求提前退休。[5][6]
4. 从此之后其他企业破产时，工人的待遇逐渐下降，使得工人袭击工厂领导的事件时有发生，野猫罢工增多，工人参与的群体性事件增多。工人的社会地位出现下降，对自己身份的心理认同出现改变。这都导致现在中国工人生活的困境。[7]